# Айбаба, Самет
Самет Айбаба (тур. Samet Aybaba; род. 2 сентября 1955, Османие) — турецкий футболист, после работавший футбольным тренером со множеством турецких клубов. Карьеру игрока провёл в клубе «Бешикташ».

## Игровая карьера
Самет Айбаба родился 2 марта 1955 года в Османие, городе на юге Турции. Начинал футбольную карьеру в клубе «Искендерунспор» из средиземноморского портового города Искендерун.
В 1978 году стал игроком стамбульского клуба «Бешикташ», где провёл следующие 11 сезонов. Вместе с командой Айбаба дважды становился чемпионом Турции (в сезонах 1981/82 и 1985/86), в 1986 году выиграл Суперкубок Турции. В 1988 году Айбаба завершил свою профессиональную карьеру футболиста, отыграв за «Бешикташ» в лиге 334 матча и забив 7 мячей.

## Международная карьера
В составе юношеской сборной Турции Самет Айбаба принимал участие на юниорском турнире УЕФА 1976 года, где сыграл во всех трёх матчах команды на турнире, против сборных Югославии, Польши и ГДР. Впоследствии он провёл ряд матчей за молодёжную сборную Турции, но за взрослую национальную команду ему так и не удалось выступить.

## Тренерская карьера
После завершения карьеры профессионального футболиста Самет Айбаба начал свою тренерскую деятельность, работая в клубе «Анкарагюджю» с 1990 по 1992 год. В декабре 1992 года Айбаба возглавил «Кайсериспор» (нынешний «Кайсери Эрджиесспор»), выступавший в элитной лиге. Первый матч в роли главного тренера закончился домашним разгромом (0:3) его подопечных от «Фенербахче». По итогам чемпионата «Кайсериспор» остался в Первой лиге, заняв 12-е место. На протяжении следующего сезона Айбаба продолжал оставаться на посту наставника «Кайсериспора», который вновь занял 12-е место.
В сезоне 1994/95 Айбаба возглавил новичка элиты, клуб «Адана Демирспор», но покинул этот пост после домашнего поражения (0:2) команды от «Кайсериспора». В январе 1996 года Айбаба вновь возглавил «Кайсериспор», но не сумел спасти его от вылета по итогам чемпионата.
Следующим клубом в карьере Айбабы стал столичный «Анкарагюджю», который под его руководством занял 13-е место в Первой лиге 1997/98 на расстоянии одной победы от зоны вылета.

## Достижения

### В качестве игрока
«Бешикташ»
- Чемпион Турции (2): 1981/82, 1985/86
- Обладатель Суперкубка Турции (1): 1986

### В качестве главного тренера
«Генчлербирлиги»
- Обладатель Кубка Турции (1): 2000/01

 «Трабзонспор»
- Обладатель Кубка Турции (1): 2002/03